# 奧利瓦 (科爾多瓦省)
32°2′S 63°34′W / 32.033°S 63.567°W

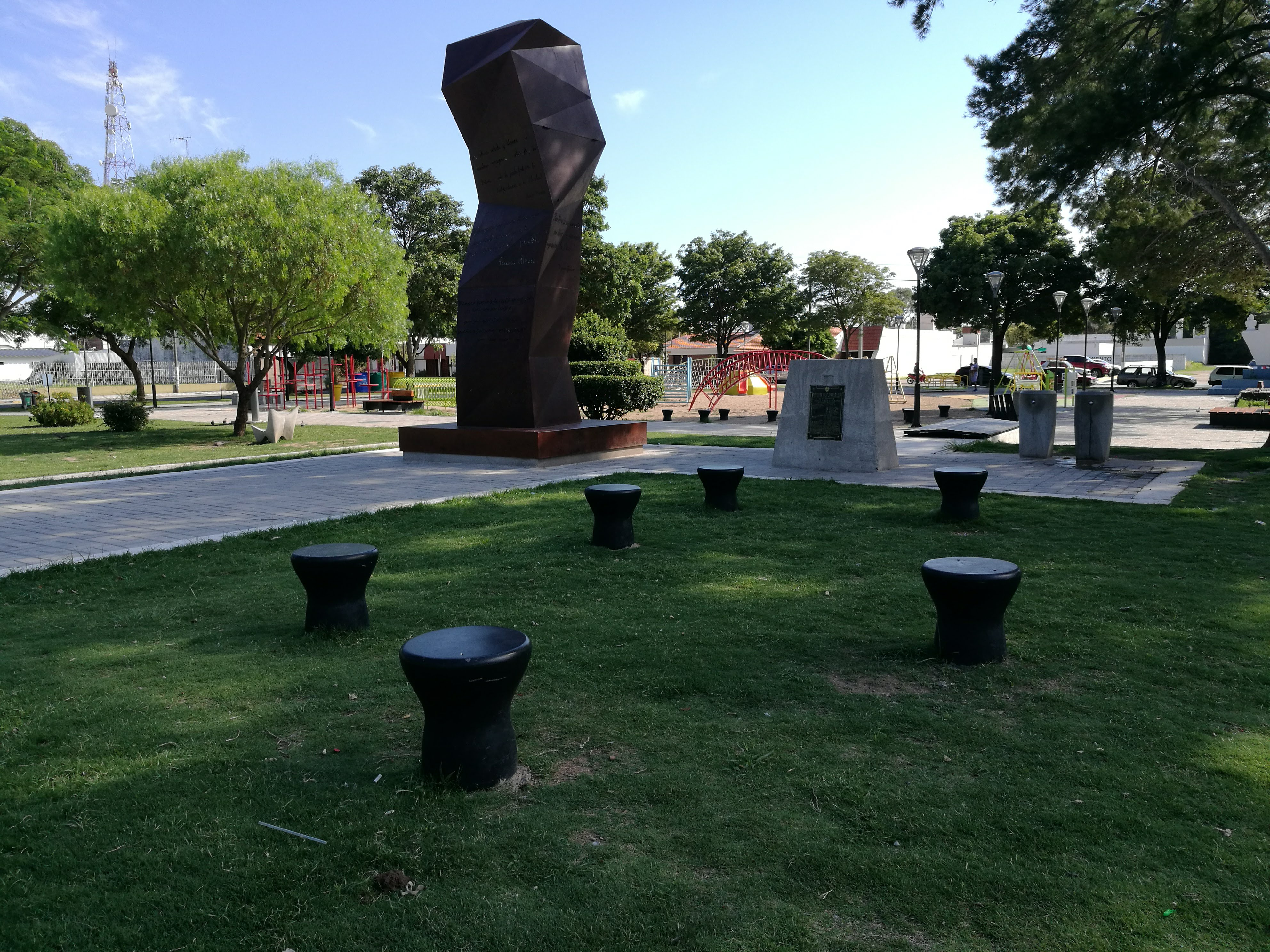
奧利瓦

奧利瓦（西班牙語：Oliva），是阿根廷的城鎮，位於該國中部科爾多瓦省，是特爾塞羅阿里瓦縣的首府，距離科爾多瓦101公里，始建於1913年9月9日，海拔高度266米，2013年人口15,000。